# 八丁堀停留場
八丁堀停留場（日语：／ Hatchobori teiryūjō */?），又稱八丁堀電車站，是位於廣島縣廣島市中區八丁堀和鐵砲町，廣島電鐵的電車站。車站編號為M05。
「八丁堀」這名稱取自廣島城的外護城河處，現時白島線的路線是位於廣島城的西邊道路上。

## 電車站構造

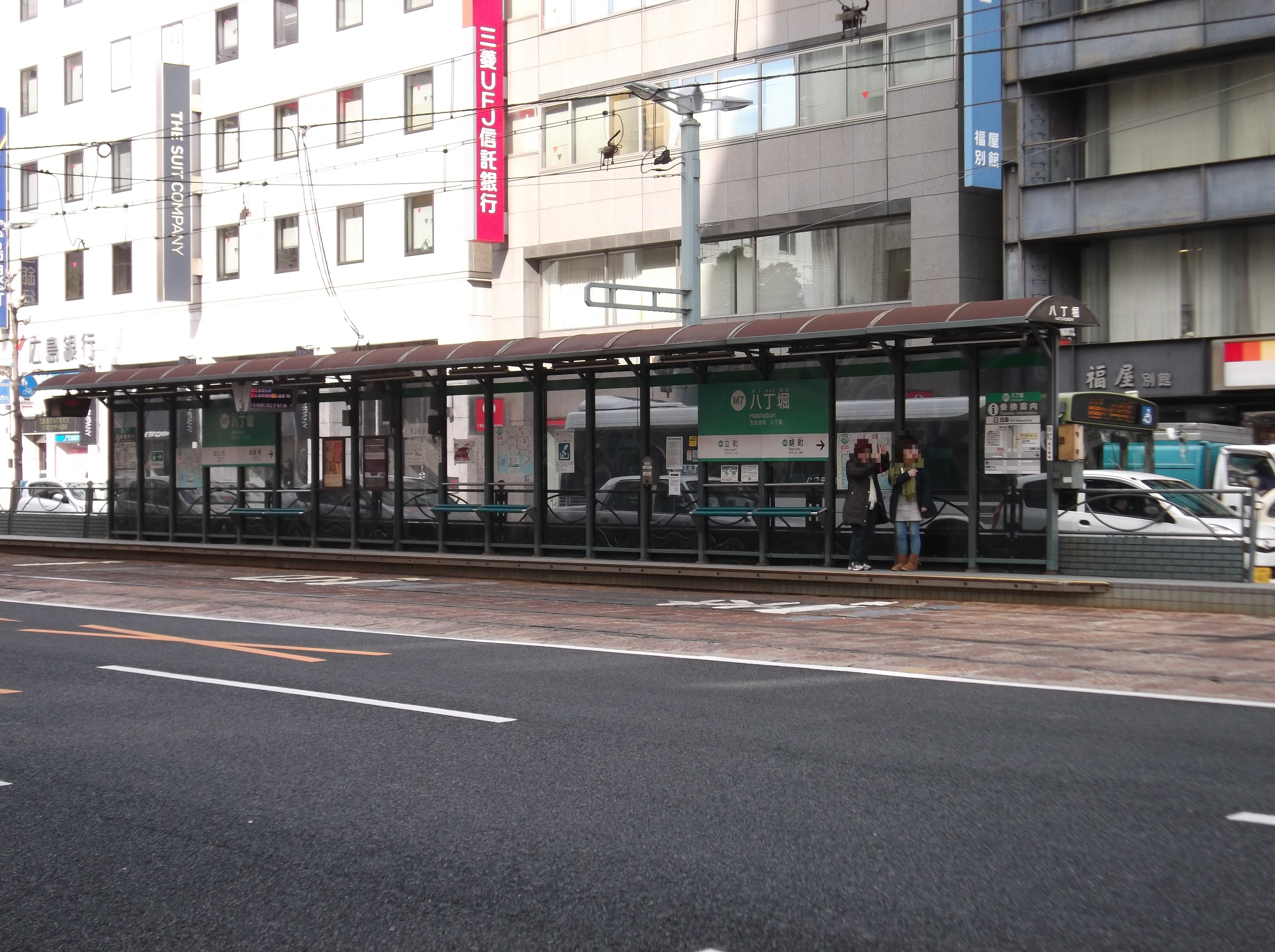
本線上行廣島站方向月台

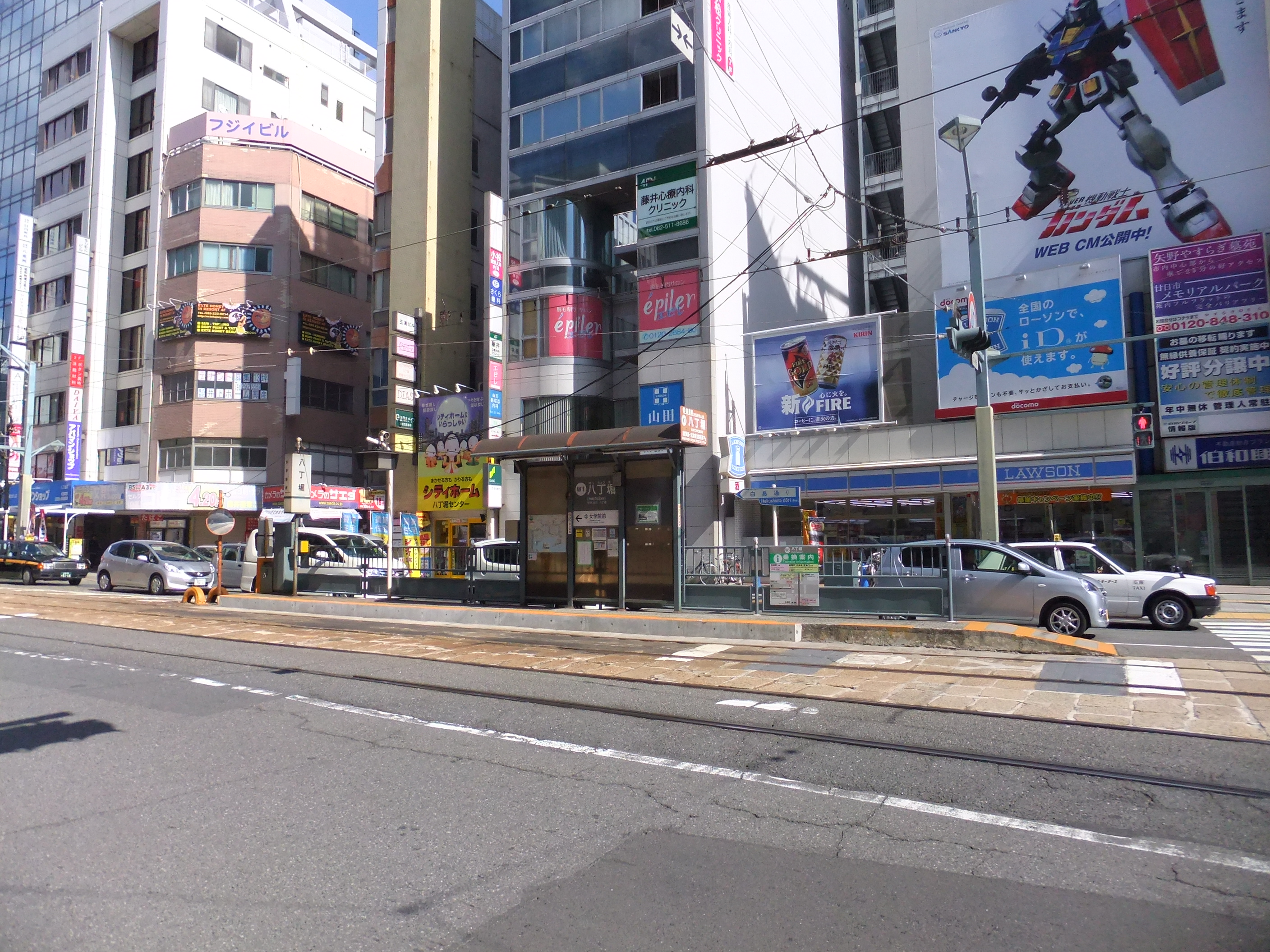
白島線月台

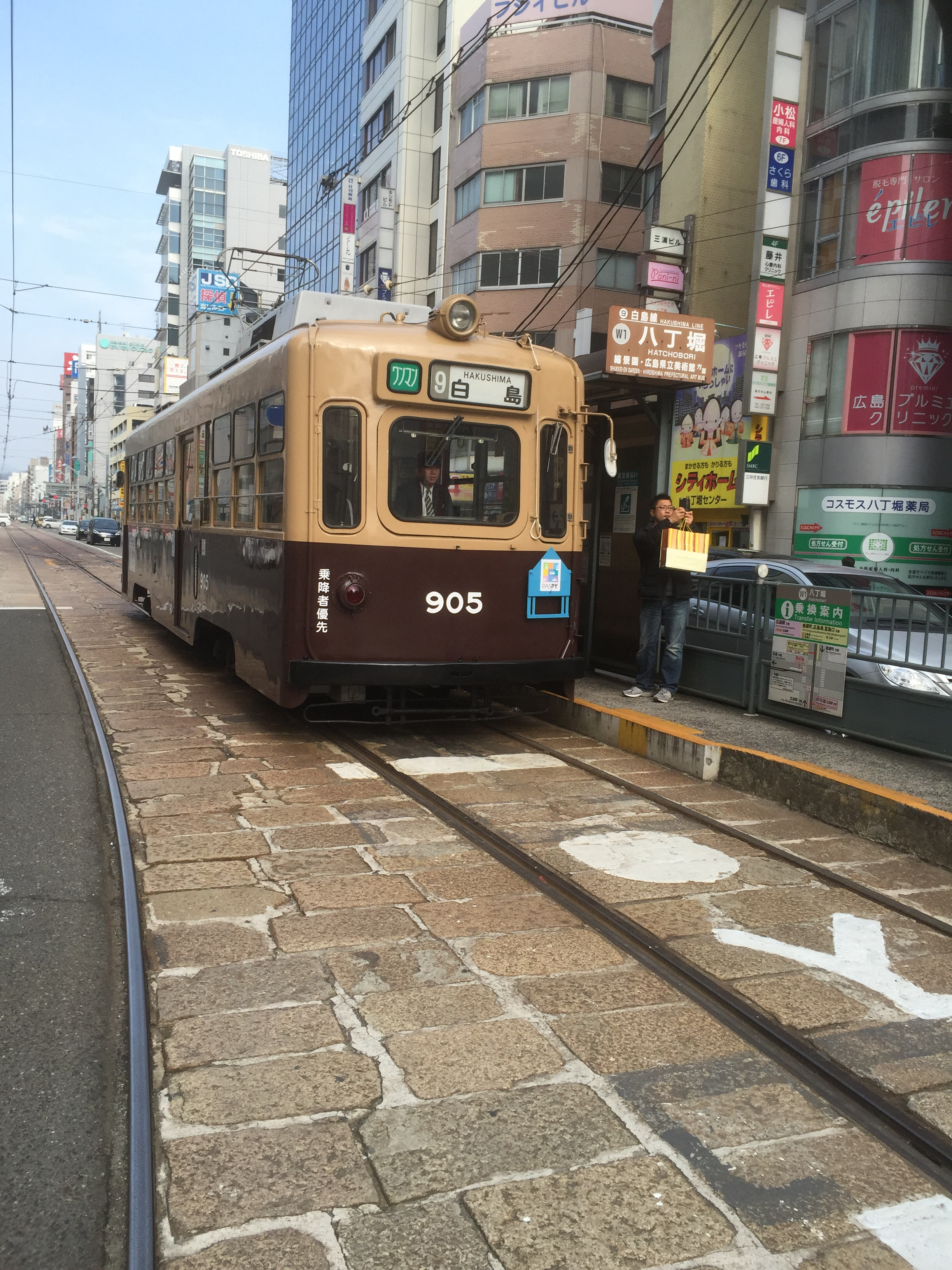
電車到達白島線月台

車站設於「八丁堀」十字路口上的周邊行車道，涉及三條主要道路：位於本線上的相生通、北端的白島通、以及南端的中央通。其中在相生通兩端及白島通均設置了月台。下行月台位於胡町5丁目；上行月台位於八丁堀15丁目；白島線月台為鐵炮町10丁目。本線與白島線之間有渡線連接，但只限由紙屋町方向前來的電車才可以轉入白島線，由廣島站開出的列車是無法轉入白島線。

### 月台配置
共設有3個側式月台，其中兩個用於本線上，位於相生通；另一個為白島線專用月台，位於白島通。其中，白島線的月台長度又比另外兩個為短，只有16米，單輛車可以完全靠站，但1000形低地台掛接車則向白島方向的駕駛室部份會置於月台外；至於本線月台，則比一般的車站為長，其中下行月台約42米；上行月台更超過50米，其中一個原因是用來區分本線直行與轉入白島線的乘車區，其中轉入白島線的月台位於稍後方。
1977年，車站加設進站顯示器、1988年，月台加設上蓋。進站顯示器於2008年2月進行翻新，改為可顯示多個班次的點陣式彩色顯示屏。
在舉行花節和稻荷參時會有車站職員於此站負責收取車費和車票。
| 月台                               | 路線                                           | 上下行   | 方向                                                                           | 備註                       |
| ---------------------------------- | ---------------------------------------------- | -------- | ------------------------------------------------------------------------------ | -------------------------- |
| （相生通靠向天滿屋大廈／廣島三越） |                                                | 下行     | 經紙屋町東往日赤醫院前、廣電前（加班車和出入庫的電車）、宇品二丁目、廣島港方向 | 包含                       |
| （相生通靠向天滿屋大廈／廣島三越） | 廣電西廣島（己斐）、廣電廿日市、廣電宮島口方向 | 下行     |                                                                                |                            |
| （相生通靠向天滿屋大廈／廣島三越） | 江波方向                                       | 下行     |                                                                                |                            |
| （相生通靠向廣島中國銀行大廈）     | 、                                             | 上行     | 廣島站方向                                                                     |                            |
| （相生通靠向廣島中國銀行大廈）     |                                                | 上行     | 白島方向                                                                       | 只限早上兩班直通白島線     |
| （白島通）                         |                                                | 上行     | 白島方向                                                                       | 大部份班次終點站，右側上落 |
| （白島通）                         | 下行                                           | 江波方向 | 晚上兩班單向特別班次，於本月台上落。                                           |                            |

9號線一直以來都是行走於白島停留場與此電車站之間。2013年起，9系統加入早上或晚上直通至本線和江波線前往江波停留場。

## 歷史

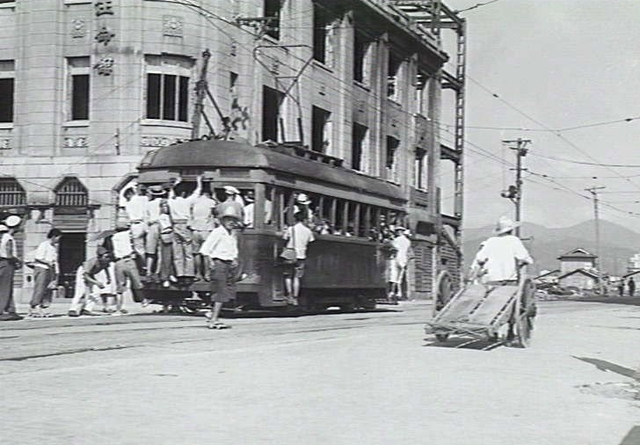
1946年。後方為福屋八丁堀本店舊館。

- 1912年11月23日：本線與白島線開業，此站啟用[7][8][9]。
- 1945年：

- 8月6日：廣島市被投下原子彈，車站暫停營業。
- 9月7日：本線紙屋町至此電車站之間重開。
- 10月1日：本線此電車站至山口町之間重開。

- 1952年6月10日：白島通建成，白島線重開。同時路線遷移，白島線月台遷移至現地[7][10]。
- 2013年2月15日：9號線新增由本站延長至江波[11][12]的早、晚繁忙班次。

## 使用狀況
根據《廣島市統計書》，八丁堀停留場在1999年1日平均上下車人次為15,168人。而根據廣島電鐵上繳國土交通省有關「實施移動等圓滑化相關事宜」（移動等円滑化に関する取り組み）報告中，本站的使用人數如下：
| 乘降人員推算 | 乘降人員推算    | 乘降人員推算    | 乘降人員推算   |
| 年度         | 1日平均乘降人次 | 1日平均乘降人次 | 出處           |
| 年度         | 本線            | 白島線          | 出處           |
| ------------ | --------------- | --------------- | -------------- |
| 2021         | 7,279           | 1,919           | [ 廣電統計 1 ] |
| 2022         | 8,618           | 2,020           | [ 廣電統計 2 ] |
| 2023         | 9,273           | 2,062           | [ 廣電統計 3 ] |
| 2024         | 9,159           | 2,014           | [ 廣電統計 4 ] |

## 電車站周邊
電車站周邊為廣島市繁華市區。南邊設有廣島三越和福屋八丁堀本店。
- 廣島金座街商店街（日语：広島金座街商店街）
- 廣島市中之棚商店街（日语：広島市中の棚商店街）
- 廣島本通商店街（日语：広島本通商店街）
- 袋町裏通（日语：袋町裏通り）
- 胡通商店街（日语：えびす通り商店街）
- 流川（日语：流川 (広島市)）
- 流川通（日语：流川通り）
- 天滿屋八丁堀大廈（日语：天満屋八丁堀ビル） - 設有包括山田電機LABI廣島在內的商業設施
- 廣銀Utsumiya證券
- 廣島中金大廈
  - 中國銀行廣島分店
  - 岡山縣的媒體（山陽新聞、RSK山陽放送、岡山放送、瀨戶內海放送）的廣島分社均集中於此處。
- 廣島PARCO（日语：広島パルコ）
- 四國銀行（日语：四国銀行）廣島分店

## 相鄰電車站
廣島電鐵
■本線
 快速班次（每朝單向下行兩班，試驗至2025年12月31日） 
稻荷町（M02）- 八丁堀（M05）- 紙屋町東（M07）
（其他）、
胡町（M04）－八丁堀（M05）－立町（M06）
■白島線
（大部份班次）
八丁堀（M05）－女學院前（W01）
（早上及晚上特別班次）
立町（M06）- 八丁堀（M05）－女學院前（W01）

### 附注
1. ↑  2025年8月3日前，白島線月台與本線月台各自有自己的編號，但此日後則統一採用「M05」。
2. ↑  已包含本線及白島線的乘量。
3. ↑  只限早上由江波及晚上往江波各2班次。

### 統計資料
1. ↑  2021年度 移動等円滑化取組報告書（軌道停留場），第3頁。
2. ↑  2022年度 移動等円滑化取組報告書（軌道停留場） （页面存档备份，存于），第3-4頁。
3. ↑  2023年度 移動等円滑化取組報告書（軌道停留場），第3-4頁。
4. ↑  2024年度 移動等円滑化取組報告書（軌道停留場），第3-4頁。

## 外部連結
- 廣島電鐵八丁堀站（页面存档备份，存于）（日語）